# Larissa Jefimowna Schepitko

Denkmal für Schepitko über ihrem Grab auf dem Kunzewoer Friedhof in Moskau

Larissa Jefimowna Schepitko (russisch Лариса Ефимовна Шепитько; ukrainisch Лариса Юхимівна Шепітько; * 6. Januar 1938 in Artjomowsk, Oblast Donezk; † 2. Juli 1979 bei Redkino, Oblast Kalinin) war eine sowjetische Filmregisseurin und Drehbuchautorin.

## Leben und Werk
Schepitko wurde 1938 in der ostukrainischen Stadt Artjomowsk (heute Bachmut) geboren. 1955 begann sie ein Filmstudium am Gerassimow-Institut für Kinematographie, zunächst bei Olexandr Dowschenko und nach dessen Tod bei Micheil Tschiaureli. Zu ihren Kommilitonen zählten u. a. Andrei Tarkowski und Kira Muratowa. Schepitkos erster Kurzfilm entstand 1956 noch während ihres Studiums. 1963 graduierte sie mit dem Diplomfilm Schwüle über einen Konflikt zwischen einem idealistischen jungen Landarbeiter und dem strengen Anführer seines Kollektivs in der kirgisischen Steppe. Bis zu ihrem frühen Tod vollendete sie zwischen 1966 und 1977 fünf weitere Spielfilme. Nach dem Sturz Chruschtschows und dem Ende der Tauwetter-Periode wurden mehrere ihrer Filme von den sowjetischen Behörden zensiert: Flügel wurde zunächst in wenigen Kinos gezeigt und später verboten; der Film Der Beginn eines unbekannten Jahrhunderts, in dem sie für einen Teil Regie führte, wurde erst zwanzig Jahre nach seiner Produktion gezeigt; Du und ich wurde von den Behörden geschnitten, damit der Film auf den Internationalen Filmfestspielen von Venedig gezeigt werden durfte. Ihr letzter Film Aufstieg wurde jedoch trotz mehrfacher Schikane während der Produktion ohne Beanstandungen veröffentlicht, weil Pjotr Mascherow – der wie die Helden des Films als Partisan in Belarus gekämpft hatte – von dem Film tief ergriffen war und gegenüber den Zensoren die Bedeutung des Filmes betonte. Ihre Werke zeichneten sich durch eine ungewöhnlich gestalterische Poesie und philosophische Tiefe aus.
Ihr letzter vollendeter Film Aufstieg wurde bei den Internationalen Filmfestspielen Berlin 1977 mit dem Goldenen Bären ausgezeichnet, sie war damit die zweite Frau, die die Auszeichnung erhielt. Für den Film erhielt sie zudem postum den Staatspreis der UdSSR. In einer Umfrage der BBC wählten die befragten Experten den Film 2018 auf Platz 11 der besten unter der Regie von Frauen gedrehten Filme; in der 2022 durchgeführten Umfrage des britischen Filmmagazins Sight & Sound wählten die 480 befragten Regisseure auf Platz 72 der besten 100 Filme. Neben der Arbeit als Filmemacherin trat Schepitko auch als Schauspielerin im Film und am Theater in Kiew in Erscheinung.
Larissa Schepitko war seit 1965 mit dem Regisseur Elem Klimow verheiratet.
1979 starb sie im Alter von 41 Jahren während der Dreharbeiten zu ihrem Film Abschied von Matjora bei einem Autounfall. Der Film wurde schließlich 1982 von Elem Klimow vollendet. Bereits 1980 hatte Klimow seiner verstorbenen Frau mit dem Dokumentarfilm Larisa ein filmisches Porträt gewidmet.

## Filmografie (Auswahl)
- 1963: Schwüle (Зной, Snoj) (Regie und Mitarbeit am Drehbuch)
- 1966: Flügel (Крылья, Krylja) (Regie)
- 1967: Der Beginn eines unbekannten Jahrhunderts (Начало неведомого века, Natschalo newedomowo weka) (Regie und Drehbuch – Teil „Die Heimat der Elektrizität“)
- 1971: Du und ich (Ты и я, Ty i ja) (Regie und Drehbuch)
- 1977: Aufstieg (Восхождение, Woschoschdenije) (Regie und Drehbuch)
- 1979/83: Abschied von Matjora (Прощание, Proschtschanije) (Drehbuch und Beginn der Regie, von Klimow fertiggestellt)